# Adrian Gomboc
Adrian Gomboc (Murska Sobota, 20 gennaio 1995) è un judoka sloveno.
Nel 2016 ha partecipato ai Giochi della XXXI Olimpiade.

## Palmarès
- Europei

Varsavia 2017: bronzo nei -66kg;
Tel Aviv 2018: oro nei -66kg.
- Campionati mondiali under 21

Lubiana 2013: bronzo nei -66kg

### Vittorie nel circuito IJF
| Data              | Località | Paese    | Categoria |
| ----------------- | -------- | -------- | --------- |
| 25 settembre 2016 | Budapest | Ungheria | Gran Prix |
| 9 marzo 2018      | Agadir   | Marocco  | Gran Prix |